# خوناپکان

نقشه پارس در دوره ساسانی

خوناپکان نام منطقه‌ای تاریخی در پارس ساسانی بود. از ان به عنوان یکی از توابع اردشیرخوره در مادگان هزار دادستان یاد شده‌ است.